# Jacques Demarny
Jacques Demarny, nom de plume de Jacques Lemaître, est un auteur et parolier né le 21 décembre 1925 à Paris 13e et mort le 12 janvier 2011 à Paris 12e.

## Biographie
Né en 1925 dans le 13e arrondissement de Paris, Jacques Demarny passe toute son enfance à Alger, jusqu’en 1940 où il part pour la métropole. En 1942, il s’engage dans la résistance (sous-réseau Arc en Ciel, du réseau Turma Vengeance).
Il commence sa carrière de chanteur, comédien, auteur en 1947 comme duettiste avec son frère Jean dans les music-halls de la capitale, et continue son parcours tour à tour comme animateur à Europe 1, Monsieur loyal au cirque Medrano (le dernier avant la fermeture du cirque), comédien ou encore comme artiste interprète solo. En 1959, décidant d’exploiter sa fibre de poète, il se consacre désormais aux autres en devenant auteur. Il a signé notamment des chansons d'Enrico Macias, Daniel Guichard, Tino Rossi, Georges Guétary, et Gérard Lenorman.
Il écrira également en collaboration avec Enrico Macias le livre de souvenirs "non, je n’ai pas oublié".
Grand défenseur de la cause des auteurs, Jacques Demarny a aussi été durant 30 ans administrateur de la SACEM et son président pendant cinq années. Cette carrière exceptionnelle est honorée par ses pairs en 2007 qui lui décernent le grand prix de la chanson française.

## Compositions
Avant de travailler avec Enrico Macias, Jacques Demarny avait déjà écrit des chansons pour divers interprètes, comme Annie Cordy, (Allez Hop en 1960) ou Michel Amador.
Mais c’est pour Enrico Macias que Jacques Demarny a signé le plus grand nombre de titres, à savoir une centaine, puisqu’il a accompagné une grande partie de la carrière de ce célèbre interprète, depuis le début des années 1960 jusqu’aux années 1980.
Ces deux là se rencontrent un soir de janvier 1963 quand Jacques Demarny, en compagnie de Pascal-René Blanc, vient proposer un texte à Enrico, alors en concert à Bobino. Ce premier contact fut un coup de maître puisque la chanson qui est née de cette rencontre n’est autre qu’ "Enfants de tous pays", succès international s’il en est, véritable hymne à la fraternité.
Ainsi, la majorité du répertoire de Macias est issu de la plume de Demarny, qui travailla aussi en collaboration avec d’autres auteurs, en particulier Pierre-André Doucet. L’un écrit, pendant que l’autre compose et chante. Tous deux seront indissociables pendant plus de 40 ans, conjuguant dans une même communion, en paroles comme en musique, la Paix, la Fraternité, l’Enfance, le Soleil, l'Humanité, l'Amour, l'Espoir. Un troisième personnage viendra compléter l'équipe qui n'est autre que le chef d'orchestre Jean Claudric.
Les chansons de Macias dont Demarny est l’auteur sont notamment les suivantes, en commençant par les plus récentes :
- Pour ton mariage (1992),
- Paris-Voyage (1992),
- Aime-moi je t'aime (1986),
- On dit… On ne dit pas (1985),
- Je n'ai pas vu mes enfants grandir (1985),
- Le Fusil rouillé (1984),
- Un homme comme toi (1983),
- Deux ailes et trois plumes (1983),
- Tous les soleils de l’amitié (1982),
- Un berger vient de tomber (1981),
- La Courte Échelle (1981),
- Ouvre-moi la porte (1981),
- Le violon de mon père (1979),
- Le Défilé des animaux (1979),
- C'est notre anniversaire (1979),
- C'est pour toi que je chante (1979),
- On n'va pas se quitter comme ça (1979),
- Les Étrangers (1978),
- L'Amour de la famille (1978),
- Si c'était à refaire (1978),
- J'ai toujours beaucoup d’amour à donner (1978),
- La Folle Espérance (1977),
- Elle venait de Sibérie (1977),
- La Marelle (1977),
- La Musique et Moi(1977),
- Deux femmes à Dublin (1976),
- Qui vivra verra (1976),
- Je vous apporte la nouvelle (1975),
- Oumparere (1975),
- Souviens-toi, je t'aime aujourd'hui (1975),
- Malheur à celui qui blesse un enfant (1975),
- Y'a des matins comme ça (1975),
- Hernandez (1974),
- Sois fidèle à ton amour (1974),
- Un homme a traversé la mer (1973),
- C'était le bon temps (1973),
- Dis-moi l’avenir (1973),
- Poï, poï, poï (1972),
- Je crois en Dieu (1972),
- La Romance (1972),
- J'irai jusqu'en Auvergne (1972),
- Un grand amour (1971),
- Je suis content pour toi (1971),
- Oui, moi j’espère (1971),
- C'est du soleil (1971),
- Le Grand Pardon (1971),
- Au temps du Balajo (1971),
- Ça s'arrose (1970),
- J'ai le cœur qui bat (1970),
- La Lampe d'Aladin (1970),
- Dix ans déjà (1970),
- J'ai perdu 25 kilos (1970),
- On n’a plus le temps d'aimer (1969),
- Quand on est amoureux (1969),
- Sur la vie de notre amour (1969),
- Reste-moi fidèle (1968),
- Le Plus Beau Voyage (1968),
- Mon tout petit (1968),
- Noël à Jérusalem (1968),
- Un rayon de soleil (1968),
- Le Plus Grand Bonheur du monde (1968),
- Toi, la mer immense (1968),
- Aux quatre coins du monde (1968),
- Dis-moi ce qui ne va pas (1968),
- Les Vacances (1968),
- Pendant que nous chantons (1968),
- Dès que je me réveille (1968),
- La Vie dans la vie (1968),
- Aux talons de ses souliers (1968),
- Puisque l’amour commande (1967),
- Quand on a un frère (1967),
- Le port est triste (1967),
- Toi le poète (1967),
- Les Millionnaires du dimanche (1967),
- Un refrain (1967),
- Les Gens du Nord (1967),
- Je le vois sur ton visage (1967),
- Le Grain de blé (1966),
- Les Yeux de l'amour (1966),
- Chanter (1966),
- Je t'aimerai pour deux (1966),
- Où est donc la vérité ? (D’accord) (1966),
- J'ai peur (1966),
- Jamais deux sans trois (1966),
- Pour tout l’or du monde (1966),
- J'appelle le soleil (1965),
- Mon cœur d'attache (1965),
- Est-il un ennemi ? (1965),
- Vous, les femmes (1965),
- Notre place au soleil (1964),
- Maya (1964),
- Ne doute plus de moi (1964),
- Ouvre ta main et donne (1963),
- Enfants de tous pays (1963),
- La Femme de mon ami (1963).